# Collegium Novum

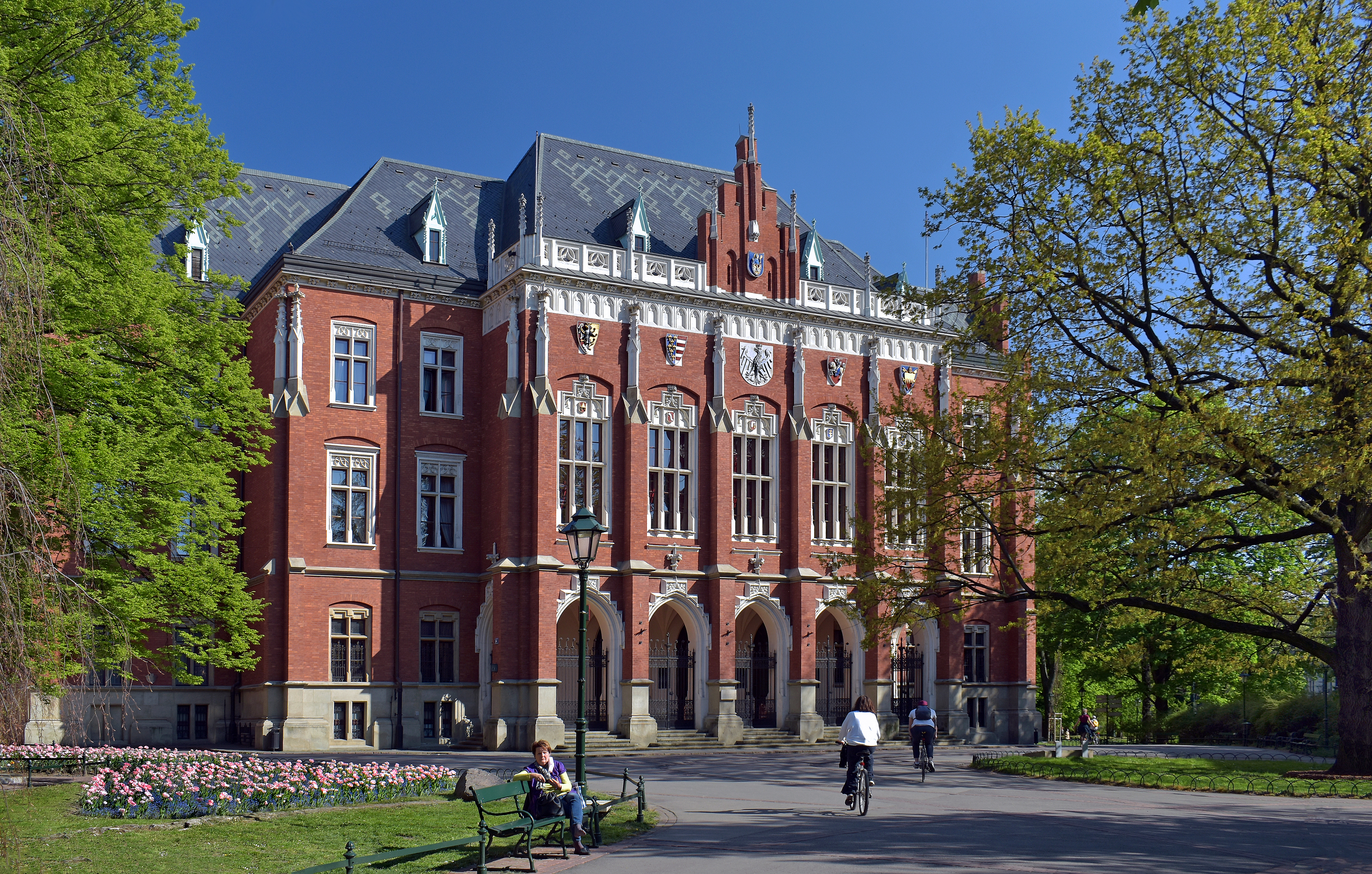
Collegium Novum

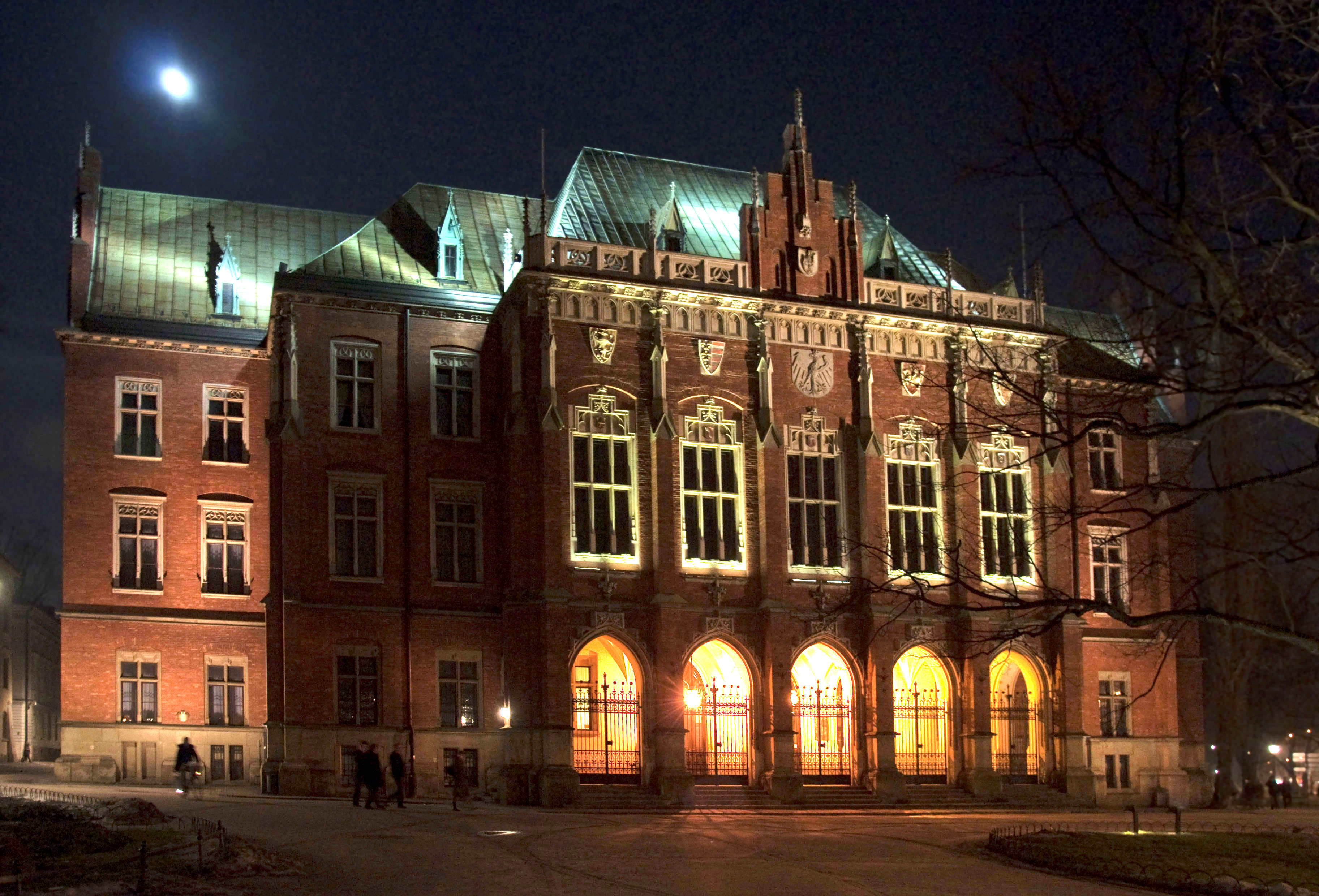
Chiếu sáng ban đêm của Collegium Novum

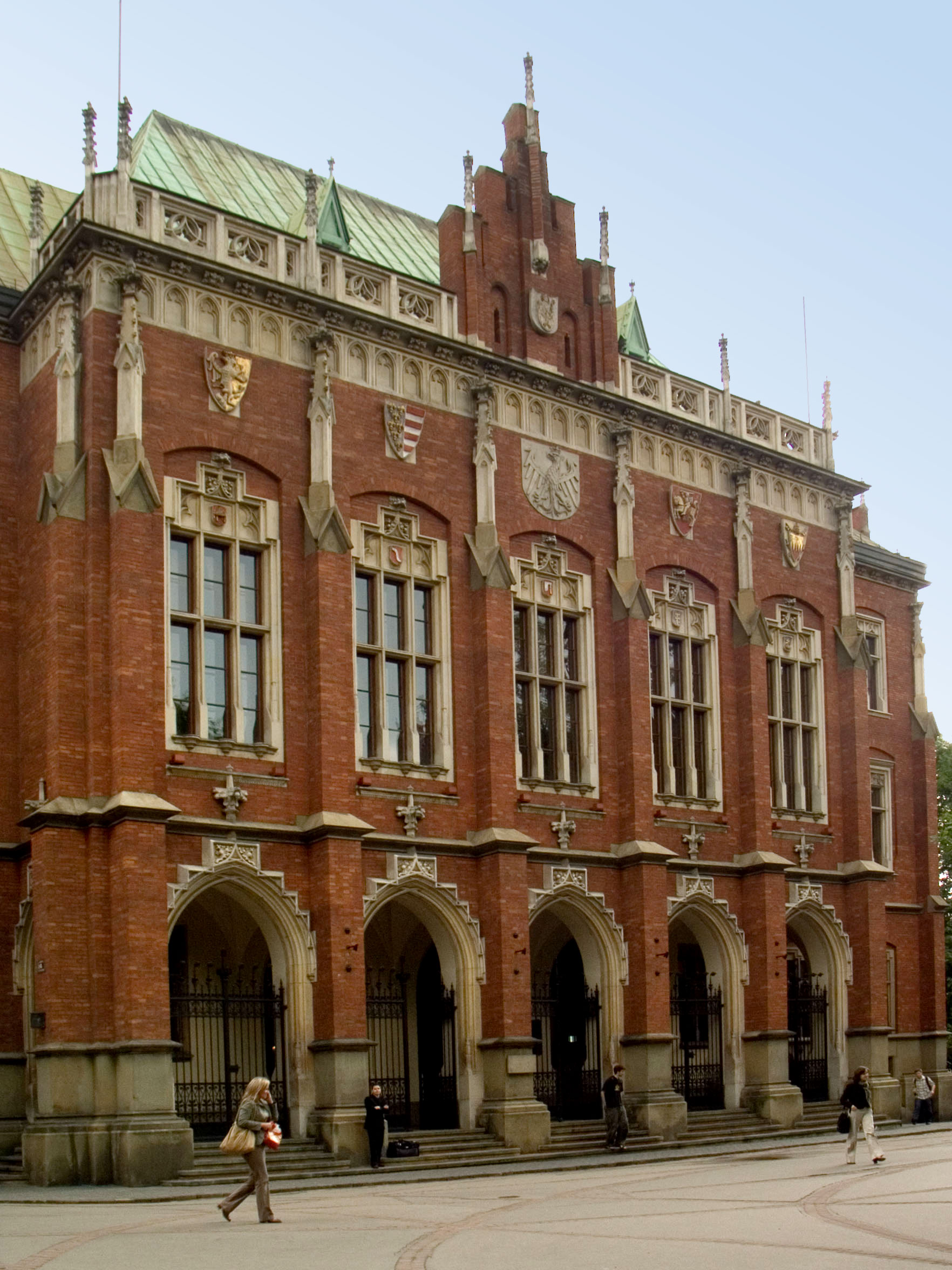
Lối vào phía trước

Collegium Novum (tiếng Latin: "New College") là tòa nhà chính theo phong cách Tân Gothic của Đại học Jagiellonia ở Kraków, Ba Lan, được xây dựng vào năm 1873-1887. Dựa trên một thiết kế của kiến trúc sư Feliks Księżarski để phù hợp với tòa nhà lâu đời nhất của trường, nó đã được khai trương để kỷ niệm 500 năm thành lập Đại học. Collegium Novum đã thay thế một trường nội trú học thuật cũ tên là Jeruzalem, bị lửa thiêu rụi vào giữa thế kỷ 19.
Tòa nhà có các phòng diễn thuyết bao gồm một hội trường lắp ráp ấn tượng (được gọi là Aula), phòng của Hiệu trưởng, phòng của Trưởng khoa và các văn phòng chính quyền đại học khác cũng như của một số giáo sư nổi tiếng. Đây là trung tâm hành chính của Đại học Jagiellonia.
Collegium Novum được khai trương vào ngày 14 tháng 6 năm 1887, bắt đầu vài năm tranh cãi và xây dựng. Quyết định liên quan đến việc phân bổ trợ cấp được đưa ra tại thủ đô Vienna của Áo-Hung, với lợi ích sống còn của Đại học được bảo vệ bởi Julian Dunajewski, Bộ trưởng Bộ Tài chính Áo. Công việc có thể sẽ chưa bắt đầu nếu không phải vì sự cam kết của ông, cũng như của anh trai ông - Hồng y Albin Dunajewski. 

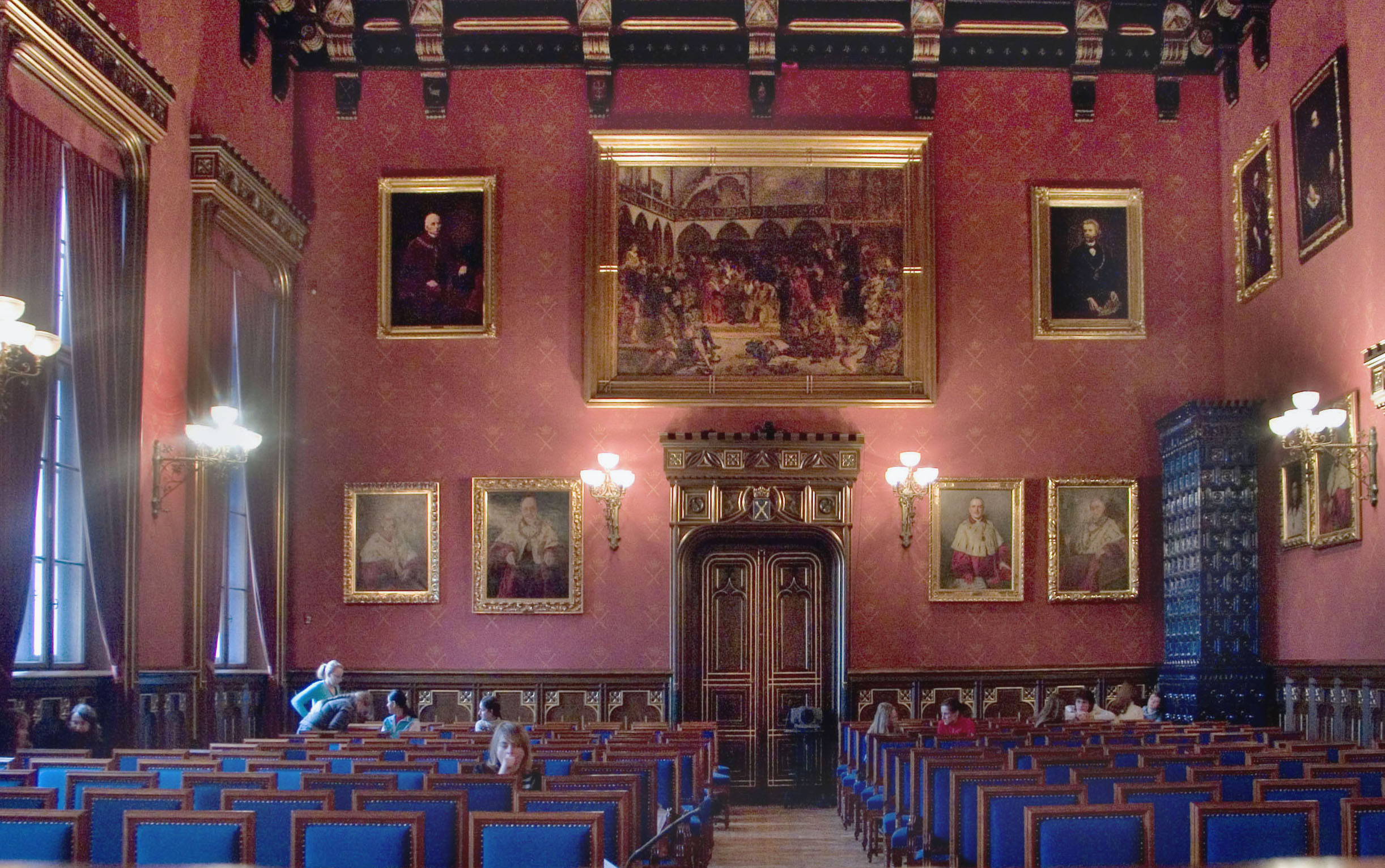
Hội trường lắp ráp Collegium Novum

Vào thời điểm khai trương, hội trường (Aula) của tòa nhà mới quá nhỏ để có thể chứa tất cả khách trong tất cả các sự kiện, mặc dù số lượng sinh viên không vượt quá 1200 với khoảng một trăm giáo sư. Một cuộc tranh luận nảy sinh liệu có cần thiết phải mời vợ của các giáo sư đến các buổi lễ lớn hay không. Hầu hết các học giả, theo xu hướng thịnh hành của thời đại, đã chống lại sự mời gọi của các vị khách nữ này. Trong kho lưu trữ của trường đại học có một lời mời chính thức: "Zoll không cần vé và mong muốn buổi lễ được độc quyền là nam". Trong tuyên bố khác, Edward Janczewski "bày tỏ sự phản đối của mình với ý tưởng về thừa nhận cho phụ nữ tham gia vào buổi lễ." 
Cho đến khi kết thúc Chiến tranh thế giới thứ nhất, một bức chân dung của hoàng đế Franz Joseph I của Áo, được vẽ bởi Kazimierz Pochwalski, được treo trong Aula of the Collegium. Vào ngày 31 tháng 10 năm 1918, một nhóm sinh viên Đại học đã xé nó thành từng mảnh, thể hiện quyết tâm của họ đối với việc ủng hộ một nước Cộng hòa Ba Lan độc lập. Tuy nhiên, một số bức tranh khác đã sống sót, trong đó có chân dung của người sáng lập của trường Casimir Đại đế và Władysław Jagiełło có niên đại từ đầu những năm 1860, một hình ảnh của Nữ hoàng Jadwiga được vẽ vào năm 1900 để kỷ niệm cho Jubilee của bà, cũng như các tác phẩm của Jan Matejko, bao gồm bức tranh của ông mang tên Copernicus: Trò chuyện với Chúa. Những chiếc ghế trong hội trường được thiết kế bởi Tadeusz Stryjeński.
Ở tầng trên của Trường có một giảng đường được đặt theo tên của Józef Szujski – hiện được sử dụng bởi các nhà sử học – với các tấm bia kỷ niệm để tưởng nhớ các sự kiện xung quanh hành động của Đức Quốc xã gọi là Sonderaktion Krakau, nơi 183 giáo sư đã bị bắt và sau đó được gửi đến các trại tập trung ở Sachsenhausen. và Dachau. Tấm biển viết: "Vì tự do tinh thần và sự nghiệp phục vụ cho khoa học và quốc gia của các giáo sư Đại học Jagiellonia đã bị lấy đi mạnh mẽ từ hội trường này, và bị chiếm đóng bởi Đức quốc xã vào ngày 6 tháng 11 năm 1939."
Sự phục hồi cấu trúc kiến trúc Tân Gothic diễn ra vào cuối thế kỷ 20. Nó đã phải đối mặt với một số thách thức, đáng chú ý là nhiệm vụ khôi phục lại hình thức ban đầu của tòa nhà đồng thời cải thiện chức năng của nó như một cơ sở giáo dục. Việc khôi phục được thực hiện trên mặt tiền của nó vào năm 1994 cùng với việc hiện đại hóa hội trường, được hoàn thành vào năm 1999. Sự hợp tác của các chuyên gia từ các ngành khác nhau cho phép cả hai nhu cầu phục hồi và nhu cầu chức năng của Collegium được đáp ứng thành công.